# Горњи Кукурузари
Горњи Кукурузари су насељено место у општини Доњи Кукурузари, у Банији, Република Хрватска.

## Историја
Горњи Кукурузари су се од распада Југославије до августа 1995. године налазили у Републици Српској Крајини. До територијалне реорганизације у Хрватској насеље се налазило у саставу бивше велике општине Костајница.

## Становништво
Насеље је према попису становништва из 2011. године имало 51 становника.
| Националност       | 1991.        |
| Срби               | 115 (96,63%) |
| Хрвати             | 0            |
| Југословени        | 4 (3,36%)    |
| остали и непознато | 0            |
| Укупно             | 119          |